# Микенский язык
Мике́нский язы́к — наиболее древняя засвидетельствованная форма греческого языка, распространённая на материковой части Греции и на Крите с XVI по XI века до н. э. до дорийского вторжения. Микенский язык сохранился в виде надписей, сделанных линейным письмом Б — письменностью, изобретённой на Крите ранее XIV века до н. э. Большинство памятников этой письменности сохранилось в форме глиняных табличек, найденных в Кноссе в центральном Крите, и в Пилосе, расположенном на юго-западе Пелопоннеса. Язык был назван по названию города Микены, где был найден первый дворец, относящийся к этой эпохе.
Таблички долгое время оставались нерасшифрованными, и выдвигались самые фантастические гипотезы относительно языка, на которых они были написаны, пока в 1952 году письменность не была расшифрована Майклом Вентрисом и не было доказано, что таблички отражают раннюю форму греческого языка.
Тексты на табличках являются в основном списками и описями хозяйственного характера. Несмотря на это, записи дают много информации о микенской цивилизации, существовавшей до наступления так называемых Тёмных веков Греции.

## Памятники
Памятники греческой письменности микенской эпохи состоят из около 6000 глиняных табличек и черепков, написанных линейным письмом Б в период примерно с 1400 по 1230 гг. до н. э. В настоящее время не найдено монументальных надписей, сделанных этим письмом, как и записей микенского языка при помощи других письменностей.
В случае подлинности, камешек из Кафкании, датируемый XVII веком до н. э., мог бы быть древнейшей микенской надписью и, следовательно, древнейшим памятником греческого языка. Однако, он, по всей видимости, является современной подделкой.

### Графика

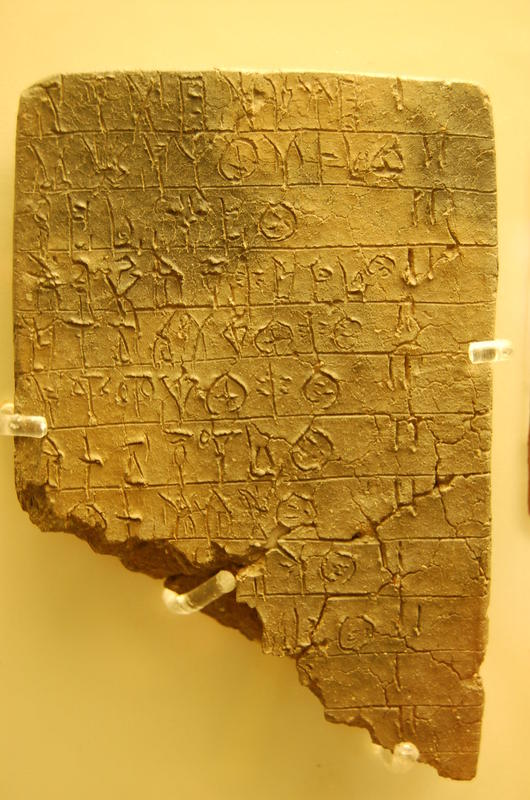
Глиняная табличка с надписью на микенском

Линейное письмо Б состоит из примерно 200 слоговых знаков и логограмм. Поскольку линейное письмо Б произошло из линейного письма А (письменности нерасшифрованного минойского языка, не связанного с греческим), оно не отражает фонетику микенского языка. То есть, ограниченным числом слоговых знаков записывалось значительно большее число слогов, которые удобнее было бы записывать буквами алфавита.
Таким образом, наблюдаются следующие соответствия между знаками и звуками:
- не обозначаются звонкость и придыхание согласных, за исключением зубных d и t (e-ko может обозначать как egō («я»), так и ekhō («имею»));
- m или n перед согласным и l, m, n, r, s в конце слога опускаются (pa-ta — panta; ka-ko — khalkos);
- сочетания согласных могут на письме разбиваться дополнительными гласными (po-to-li-ne — ptolin);
- r и l не различаются (pa-si-re-u — basileus);
- начальное придыхание не обозначается (a-ni-ja — hāniai);
- долгота гласных не указывается;
- Z используется для обозначения *dy, начальных *y, *ky, *gy;[1]
- q- является лабиовелярным kw или gw, а в некоторых именах — w[1] (qo-u-ko-ro — gwoukoloi, классическое — boukoloi);
- начальное s перед согласным не пишется (ta-to-mo — stathmos);
- двойные согласные не обозначаются (Ko-no-so — Knōsos, классическое — Knossos).

Кроме того, для обозначения одного звука иногда могут использоваться разные знаки (то есть знаки оказываются не только полифоническими, но и омофоническими). В длинных словах может опускаться средний или конечный знак.

## Фонетика
На письме в микенском языке различалось пять гласных (a, e, i, o, u), полугласные w и j (также транскрибируемый как y), три сонорных согласных m, n и r (также обозначавшая l), один свистящий s и шесть смычных p, t, d, k и q) (обычное обозначение для всех лабиовелярных) и z (включающий звуки [kʲ], [gʲ] и [dʲ], позже перешедшие в греческое ζ).
Существовал также звук /w/, который сохранялся в некоторых древнегреческих диалектах как дигамма, пока не был полностью утрачен, а также интервокальный /h/.
В микенском языке сохранилось много архаичных черт индоевропейского наследия, таких как лабиовелярные согласные, которые ко времени появления греческого алфавита несколько сот лет спустя подверглись контекстно-зависимым изменениям.

## Морфология
В отличие от других разновидностей греческого, в микенском языке существовало семь падежей — именительный, родительный, винительный, дательный, творительный, местный и звательный. Творительный и местный падежи в классическом греческом и новогреческом языках вышли из употребления — сохранились только именительный, винительный, родительный и звательный падежи.

## Греческие черты

Карта мест, упоминаемых в «Илиаде» и «Одиссее». Считается, что географические данные соответствуют главным образом Бронзовому веку, когда господствовал микенский язык, и поэтому могут использоваться для оценки его ареала.

Микенский язык может считаться греческим, так как в нём уже произошли следующие характерные для греческого языка изменения:

### Фонетические изменения
- Утрата интервокального *s.
- Начальное *j было утрачено или замещено на ζ (точное звучание неизвестно; возможно, [dz]).
- Оглушение звонких придыхательных.
- Переход *kj и *tj перед гласным в s.
- Переход *gj и *dj в ζ.
- Переход плавных и носовых слоговых согласных в a или o.

### Морфологические черты
- Использование -eus для образования агенса.
- Окончание третьего лица единственного числа -ei.
- Окончание инфинитива -ein.

### Лексические элементы
- Собственно греческие слова, например, basileus, elaion.
- Греческие формы слов, известных в других языках, например, theos, tripos, khalkos.